# Peace, Love and Understanding
Peace, Love and Understanding es un cortometraje de animación, dirigido por Mike Judge, quien también presta su voz por primera vez a los protagonistas, Beavis y Butt-Head. Es también el segundo episodio (piloto) de la serie en 1992 en Spike and Mike's Festival of Animation.

## Argumento
Beavis y Butt-Head van a un rally de Monster Truck, donde su profesor, David Van Driessen (en su primera aparición) canta y es arroyado por uno de los vehículos. Este se sale de control y golpea un baño, liberando a Sterculius, el dios romano de los excrementos. Sterculius sube al cielo y cubre el evento de excremento.